# 저반

심성암의 기본 유형:
1. 병반
2. 암맥
3. 저반
4. 암맥

저반(底盤) 또는 바솔리스(batholith, 고대 그리스어에서 bathos 는 '깊이', lithos 는 '암석'을 의미한다)는 심성암의 형태 중 하나이다.

## 같이 보기
- 병반